# Skottlands ståthållarskap
Skottlands ståthållarskap (engelska: lieutenancy areas of Scotland, lågskotska: lieutenancy auries o Scotland) är områden som definieras av ceremoniella orsaker. Varje område har en lordlöjtnant (lord-lieutenant, ungefär ståthållare). De avviker i allmänhet från både grevskap och kommuner, även om indelningarna sammanfaller på vissa ställen.
Fyra av ståthållarskapen – City of Aberdeen, City of Dundee, City of Edinburgh och City of Glasgow – har ett gammalt privilegium som ger dem rätt att själva välja sin lordlöjtnant, som har titeln Lord Provost. Denne lordlöjtnant fungerar också som stadens borgmästare.

## Karta
| Ståthållarskap i Skottland |  | |
| \| 1. Aberdeen 2. Aberdeenshire 3. Angus 4. Argyll and Bute 5. Ayrshire and Arran 6. Banffshire 7. Berwickshire 8. Caithness 9. Clackmannanshire 10. Dumfries 11. Dunbartonshire 12. Dundee 13. East Lothian 14. Edinburgh 15. Fife 16. Glasgow 17. Inverness 18. Kincardineshire 19. Lanarkshire \| \| 1. Midlothian 2. Moray 3. Nairn 4. Perth and Kinross 5. Renfrewshire 6. Ross and Cromarty 7. Roxburgh, Ettrick and Lauderdale 8. Stirling and Falkirk 9. Sutherland 10. Stewartry of Kirkcudbright 11. Tweeddale 12. West Lothian 13. Western Isles 14. Wigtown Inte visade: - Orkneyöarna - Shetlandsöarna \| |  | |
| 1. Aberdeen 2. Aberdeenshire 3. Angus 4. Argyll and Bute 5. Ayrshire and Arran 6. Banffshire 7. Berwickshire 8. Caithness 9. Clackmannanshire 10. Dumfries 11. Dunbartonshire 12. Dundee 13. East Lothian 14. Edinburgh 15. Fife 16. Glasgow 17. Inverness 18. Kincardineshire 19. Lanarkshire |  | 1. Midlothian 2. Moray 3. Nairn 4. Perth and Kinross 5. Renfrewshire 6. Ross and Cromarty 7. Roxburgh, Ettrick and Lauderdale 8. Stirling and Falkirk 9. Sutherland 10. Stewartry of Kirkcudbright 11. Tweeddale 12. West Lothian 13. Western Isles 14. Wigtown Inte visade: - Orkneyöarna - Shetlandsöarna |